# Chaetogeoica foliodentata
Chaetogeoica foliodentata är en insektsart. Chaetogeoica foliodentata ingår i släktet Chaetogeoica och familjen långrörsbladlöss. Inga underarter finns listade i Catalogue of Life.